# 尭尋
尭尋（ぎょうじん、生年不詳 - 応永19年（1412年）?）は、南北朝時代から室町時代中期にかけての僧・歌人。武家の二階堂氏。祖父は和歌四天王の一人頓阿。父は僧で歌人の経賢。子に同じく僧で歌人の尭孝がいる。
仁和寺常光院に住し、権大僧都に任じられた。尭阿とも称し、応永19年（1412年）に没したとも伝えられる。祖父・父ともに二条派の家風を継ぐ歌人であり、尭尋も『新後拾遺和歌集』以下の勅撰和歌集に和歌が入集している。